# Martin Vrablec
Martin Vrabec (* 13. ledna 1992, Malacky) je slovenský fotbalový obránce, v současnosti působí v klubu ŠK Slovan Bratislava.

## Fotbalová kariéra
Svoji fotbalovou kariéru začal v ČSFA Malacky. Mezi jeho další kluby patří: ŠK Slovan Bratislava a ŠK SFM Senec.